# Petrorossia claripennis
Petrorossia claripennis är en tvåvingeart som först beskrevs av Enrico Adelelmo Brunetti 1909.  Petrorossia claripennis ingår i släktet Petrorossia och familjen svävflugor. Inga underarter finns listade i Catalogue of Life.